# 望都县
望都县是保定市下辖的一个县，位於中国河北省中部偏西、唐河流域，县人民政府驻望都镇中华街80号。

## 历史沿革
望都古属冀州，为尧帝受封故土，故以尧母名之为庆都。春秋和战国初期属中山国，战国后期为赵国庆都邑，秦时属恒山郡；高祖六年（前201年）设望都县，属冀州刺史部中山郡；东汉、曹魏、西晋皆为县，属中山国。
北魏属定州北平郡；北齐天保七年（556年）省入北平县；隋开皇六年复置县，大定初又废。
唐武德四年（621年）重置，属定州，县城初在安喜故城，貞觀八年（634年）移于现址；宋属河北西路定州；金属河北西路中山府，大定十三年（1173年）改为庆都县；元初属真定路，元太宗十一年（1239年）改属顺天路；明属保定府；清乾隆十一年（1749年），高宗因庆都为尧母之名，复改为望都。民国以来因袭之。

## 行政区划
望都县下辖7个镇、1个乡：
望都镇、固店镇、贾村镇、中韩庄镇、寺庄镇、赵庄镇、高岭镇和黑堡乡。
著名古蹟:
- 所藥村東漢壁畫墓: 是中國大陸國家級重點文物單位，目前已建成博物館並對外開放。

## 人口
根據第七次人口普查數據，截至2020年11月1日零時，望都縣常住人口233790人，其中漢族人口占99.8%，少數民族中有回、滿、蒙古等少數民族。

## 氣候
平均海拔41米，年均日照2677.88小时，年均气温为11.8℃，年际间气温差异不大。年均地面温度为19.6℃；年均降水量为508.9毫米。

## 交通
- 107国道过境。
- 望都位于保定和石家庄之间，京广铁路、107国道、G4高速公路纵贯全县南北。